# Stone Gods
Stone Gods est un groupe de hard rock britannique, originaire d'Est-Anglie, en Angleterre. Il est formé par les trois anciens membres du groupe The Darkness, Dan Hawkins (frère de Justin Hawkins, leader désormais du groupe Hot Leg), Richie Edwards et Ed Graham. Leur premier album intitulé Silver Spoons and Broken Bones sort le 7 juillet 2008. Le groupe cesse ses activités en 2010.

## Biographie

### Formation

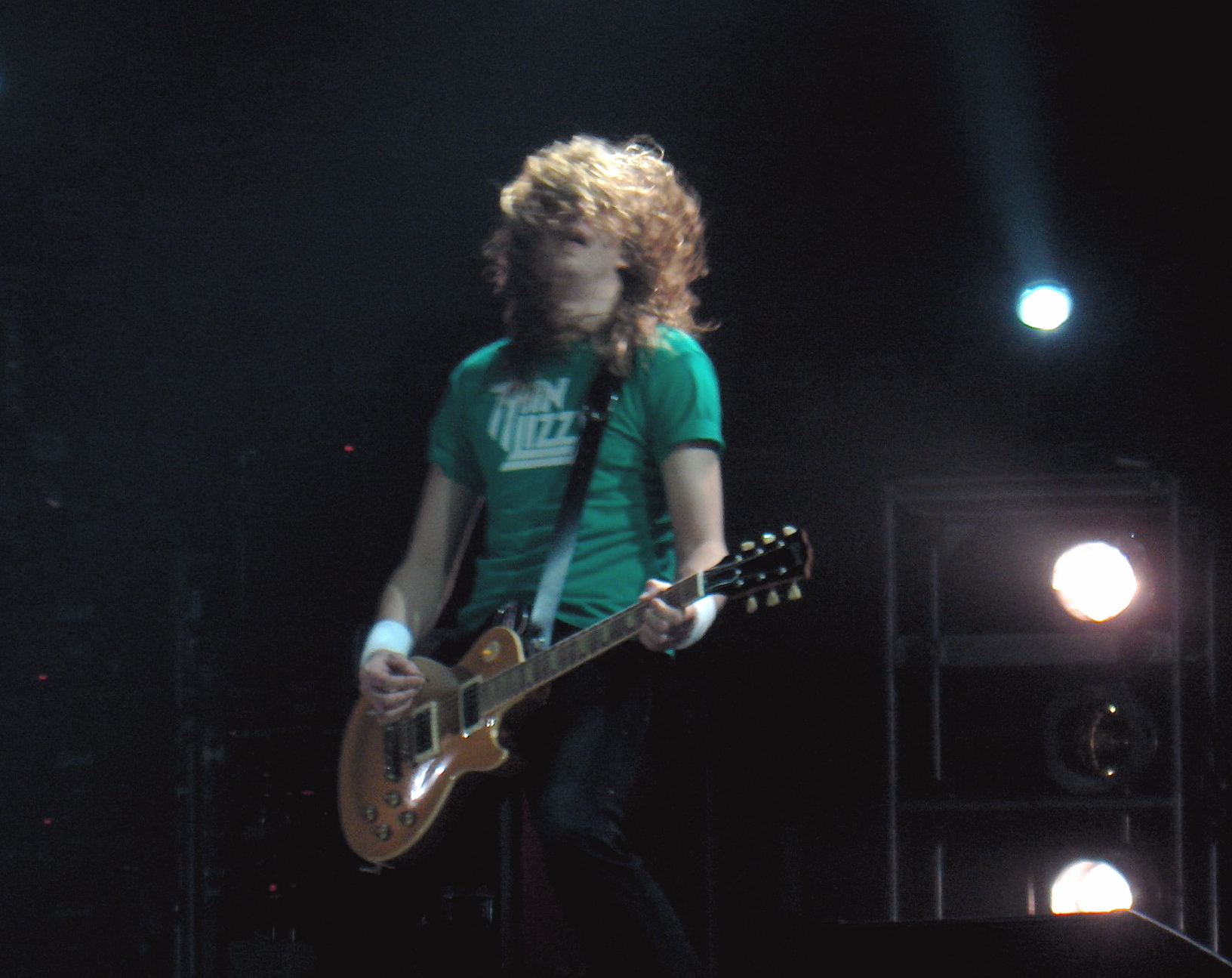
Dan Hawkins, guitariste du groupe.

Après le départ de Justin Hawkins du groupe The Darkness en 2006, les trois membres restant du groupe décidèrent de créer un nouveau groupe sur les cendres de The Darkness. Richie Edwards faisant le saut de la basse au chant et à la guitare, Tobby MacFarlaine, amis de longue date de Hawkins prenant le rôle de bassiste à la place de Edwards. Le groupe se met à travailler sur de nouvelle composition entre fin 2006 et début 2007. Aucune information n'est révélé sur le groupe, pas même le nom.
Finalement, c'est le magazine anglais Classic Rock qui révèle le nom du groupe, Stone Gods, et qu'il était composé des anciens membres du groupe The Darkness. Le groupe étant en support du groupe Thin Lizzy. En janvier 2008, le groupe part en tournée en tête d'affiche, tournant partout au Royaume-Uni, et annonçant la sortie d'un premier EP deux titres. En mars 2008, le groupe fait deux grandes dates à Londres en ouverture du groupe Velvet Revolver. Le groupe sortit enfin son premier album, intitulé Silver Spoons and Broken Bones le 7 juillet 2008 sur le label indépendant PIAS. Acclamé par la critique, le magazine Classic Rock déclare « L'un des meilleurs premier album du millénaire », Metal Hammer ajoute « l'exemple même de quelque chose de merveilleux émergeant de l'adversité », Kerrang! lui explique « Une distillation de toutes les choses qui font un super album rock[réf. nécessaire]. »
Le 10 juin 2008 Stone Gods aurait dû entamer sa tournée mondiale, mais les trois premières dates de Liverpool, Cardiff et Bristol, furent annulées pour cause de « problème de santé urgent » avec le batteur Ed Graham. Quand la tournée commence, Graham n'est toujours pas revenu, et c'est l'ancien batteur du groupe Bush, Robin Goodridge qui le remplace. Stone Gods rate le Wacken Open Air après que Goodridge ne peut encore être présent derrière la batterie. En juillet 2008, Graham quitte définitivement le groupe, et Goodridge devient officiellement le nouveau batteur de Stone Gods, laissant Dan le seul membre original de The Darkness.

### Dernières activités
En novembre 2008, Stone Gods partit en tournée avec le groupe australien Airbourne sur les dates anglaises. Hawkins joignant Airbourne sur scène pour une reprise de la chanson Whole Lotta Rosie d'AC/DC le 28 novembre 2008, Hawkins prenant la guitare de Joel O'Keeffe. Le groupe ensuite joignit Black Stone Cherry sur leur tournée britannique. Le groupe réalisera un nouvel album en 2009, la majorité des chansons étant déjà écrite. 
Vers 2010, le groupe peine à continuer ses activités. En 2012, l'ancien batteur Ed Graham note, « je sais qu'ils ont fait un second album que Dan souhaitait sortir à un moment. [...] Je pense pas qu'on se reformera un jour mais si ce second album sort alors peut-être qu'on reviendra. »

## Membres

### Derniers membres
- Richie Edwards - chant, guitare
- Dan Hawkins - guitare solo
- Toby MacFarlaine - basse
- Robin Goodridge - batterie, percussions

### Ancien membre
- Ed Graham - batterie